# Mariann Ytterberg
Mariann Ytterberg, född Lundgren 3 maj 1941 i Västerås, är en svensk politiker (socialdemokrat), som var ordinarie riksdagsledamot 1998–2006 (dessförinnan ersättare från 1994).
I riksdagen var hon ledamot i socialutskottet 1995–1998 (dessförinnan suppleant från 1994), ledamot i socialförsäkringsutskottet 1998–2006 och suppleant i bostadsutskottet 2002–2006. Hon var invald i riksdagen för Västmanlands läns valkrets.
Hon är sjuksköterska och gift med biskop emeritus Claes-Bertil Ytterberg. Bor på Öster Mälarstrand i Västerås.